# 罗黎明
罗黎明（1956年12月—），广西来宾人。男，壮族。中华人民共和国政治人物。1979年12月参加工作，1976年4月加入中国共产党。广西民族学院政治系政治专业毕业，中共中央党校涉外经济专业毕业。

## 生平
1976年11月，在广西民族学院政治系政治专业学习。1979年12月，任中共三江侗族自治县委党校教员。1984年7月，任县委宣传部副部长。1986年4月，任古宜镇党委书记。1987年10月，任三江县委副书记。1988年10月，任中共三江侗族自治县委书记。
1991年9月，转任中共忻城县委书记。1995年5月，任柳州地区行署副专员。1998年12月，任中共贺州地委副书记、行署专员。2002年10月，出任广西壮族自治区民族事务委员会党组书记、主任，同时兼任自治区少数民族语言文字工作委员会党组书记、主任。2008年1月，当选为广西壮族自治区人大常委会副主任，同年，当选第十一届全国人民代表大会广西地区代表。
2010年1月，升任国家民族事务委员会副主任、党组成员。2017年3月，不再担任国家民族事务委员会副主任。2018年1月，当选第十三届全国政协委员。